# Assaré
Assaré este un oraș în statul Ceará (CE) din Brazilia.